# Otodus auriculatus
Synonymes
- Otodus subserratus
- Carcharocles ariculatus
- Carcharocles auriculata
- Carcharodon auriculatus

Otodus auriculatus est une espèce éteinte de grands requins appartenant au genre Otodus, dans la famille des Otodontidae. Elle est étroitement apparentée aux autres requins du genre Otodus, ainsi qu’à l’espèce ultérieure megalodon, à laquelle elle est proche du point de vue évolutif.
Les plus grands individus atteignaient environ 9,5 mètres (31 pieds) de longueur. Leurs dents étaient de grande taille, présentant des dentelures grossières sur les bords tranchants, ainsi que deux grandes cuspides latérales. Les dents pouvaient atteindre jusqu’à 130 millimètres (5,1 pouces) de long, et appartenaient à un groupe de requins dits à grandes dents (megatoothed sharks).

## Affectation au genreCarcharoclesplutôt qu'au genreOtodus

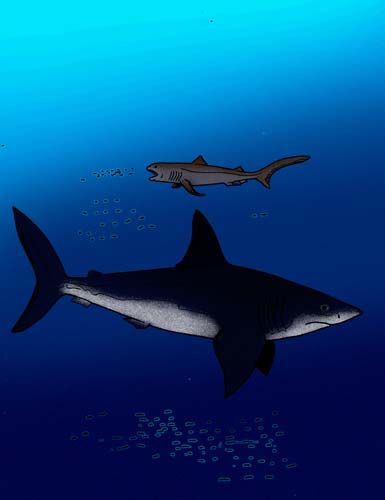
Megachasma alisonae et Otodus auriculatus

Il est établi qu’il existe au moins un genre dans la famille des Otodontidae, à savoir Otodus. Cependant, les noms et le nombre exacts de genres inclus dans cette famille sont controversés, et la phylogénie acceptée des Otodontidae varie selon les paléontologues et les régions du monde.
Aux États-Unis et au Royaume-Uni, le nom de genre le plus couramment utilisé pour les otodontidés dotés de dents dentelées est Carcharocles, tandis que ceux aux dents non dentelées sont généralement placés dans le genre Otodus. En revanche, dans les pays de l’ex-URSS comme l’Ukraine ou la Russie, tous ces requins sont attribués au genre Otodus. Des scientifiques comme Zhelezko et Kozlov considèrent en effet que la présence ou l’absence de dentelures sur les dents ne constitue pas un critère suffisant pour distinguer ces requins à un niveau taxonomique différent.

## Taille
Otodus auriculatus était un grand requin lamniforme, dont les plus grands individus atteignaient une longueur corporelle de 9,5 mètres (31 pieds). La taille des dents de O. auriculatus est relativement importante, allant de 25 à 114 millimètres (0,98 à 4,49 pouces). Toutefois, elle reste inférieure à celle de megalodon et de Otodus angustidens : les dents de O. megalodon mesurent entre 38 et 178 millimètres (1,5 à 7,0 pouces), tandis que celles de O. angustidens mesurent de 25 à 117 millimètres (0,98 à 4,61 pouces). Les plus petits spécimens de O. auriculatus atteignaient environ 4 mètres (13 pieds).

## Distribution
La majorité des dents fossiles de Otodus auriculatus proviennent des États de Caroline du Sud et de Caroline du Nord, aux États-Unis. Toutefois, de nombreuses dents de requins datant de l’Éocène ont également été découvertes sur le plateau de Khouribga, au Maroc, ainsi que sur l’île Seymour, en Antarctique. Des dents fossiles ont également été retrouvées au Royaume-Uni et au Kazakhstan. L’espèce bénéficiait ainsi d’une répartition géographique assez étendue à l’échelle mondiale.